# Nursultan Nazarbajev
Nursultan Abišuly Nazarbajev (kazašsky Нұрсұлтан Әбішұлы Назарбаев, rusky Нурсултан Абишевич Назарбаев, Nursultan Abiševič Nazarbajev; * 6. července 1940, Čemolgan, Kazašská SSR) je bývalý prezident Kazachstánu (1990–2019). Zastával politiku boje proti terorismu, díky níž se Kazachstán stal důležitým partnerem USA a Ruska v oblasti střední Asie. Byl však kritizován za neřešení silné korupce v zemi, potlačování opozice a svobody slova a nespravedlivé volby.

## Vzestup k moci
Nursultan Nazarbajev se vyučil v karagandském metalurgickém koncernu, kde do roku 1969 pracoval jako dělník. Politickou dráhu začal jako tajemník městského výboru Leninského komunistického svazu mládeže Kazachstánu. Dálkově vystudoval Vysokou stranickou školu při ÚV KSSS. V roce 1982 byl zvolen poslancem Nejvyššího sovětu SSSR. Roku 1984 se stal předsedou rady ministrů, kde působil pod tehdejším prvním tajemníkem Komunistické strany Kazachstánu Dinmuchamedem Kunajevem. 22. února 1989 se stal prvním tajemníkem nejvyššího sovětu, a v této funkci působil až do 24. dubna 1990, kdy byl zvolen prezidentem Kazašské SSR. Roku 1991 vyhlásil nezávislost Kazachstánu a 1. prosince zvítězil v prezidentských volbách, kde byl jediným kandidátem, se ziskem 91,5% hlasů. Jeho vláda brzy získala protidemokratický a autoritativní charakter doplněný o rozsáhlou a všudypřítomnou korupci a nepotismus. V referendu v dubnu 1995 si dal schválit prodloužení mandátu do roku 2000. Opakovaně byl zvolen prezidentem v roce 1999, 2005 a 2011. Naposledy obhájil svůj prezidentský post ve volbách v dubnu 2015, kdy získal rekordních 97,7 procent hlasů.
Od roku 1999 stojí v čele vládnoucí strany Nur Otan (Нур Отан, v překladu Světlo vlasti). Na mezinárodní úrovni má Nur Otan užší kontakty se stranou Jednotné Rusko a s Komunistickou stranou Číny.
Z ropných zisků Nazarbajev budoval metropoli Astanu, která je od roku 1997 hlavním městem Kazachstánu. Dne 20. března 2019, den po odstoupení Nazarbajeva z prezidentské funkce, bylo na jeho počest navrženo přejmenování Astany na Nur-Sultan. To bylo i schváleno a provedeno, ale v roce 2022 bylo město přejmenováno zpět na Astanu.
Zatímco během sovětské éry Nazarbajev zastával ateistické názory, později zdůrazňoval své muslimské kořeny, podnikl pouť hadždž do Mekky a podporoval obnovu mešit.

### Rezignace na funkci prezidenta
Nazarbajev 19. března 2019 rezignoval na funkci prezidenta, když vyjádřil potřebu „nové generace vůdců“. Rezignaci oznámil v televizním projevu z Astany předtím, než podepsal výnos, kterým se ke 20. březnu 2019 vzdává úřadu. Předtím, než oznámil svou rezignaci, měl Nursultan Nazarbajev 19. března telefonický hovor s prezidentem Ruské federace Vladimirem Putinem. Prezidentskou funkci převzal bývalý diplomat Kasym-Žomart Kemeluly Tokajev, předseda horní komory parlamentu.

## Rodina
Nursultan Nazarbajev je ženatý, s manželkou Sarou mají tři dcery. Kvůli absenci mužského potomka se do r. 2019 spekulovalo, že by se Nazarbajevovým nástupcem mohla stát jeho nejstarší dcera Dariga. Její bývalý manžel, Rachat Alijev, byl v roce 2007 z rodiny vypovězen poté, co se pokoušel o reformy a chtěl v roce 2012 kandidovat na prezidenta. V srpnu 2008 byl z funkce ředitele ropné společnosti Saumruk odvolán manžel Nazarbajevovy prostřední dcery Dinary – Timur Kulibajev. Podle analytiků tím Nazarbajev dal najevo, že se o svou moc nehodlá dělit. Navíc podle tvrzení Rachata Alijeva Nazarbajev mužského potomka má - je jím nemanželský syn Sultančik, kterého porodila v roce 2005 v Turecku Miss Kazachstánu 1999 Asely Isabajeva. Nejmladší prezidentova dcera Alija se po nevydařeném manželství se synem kyrgyzského exprezidenta Askara Akajeva provdala za kazašského podnikatele.

## Tituly a vyznamenání
Dne 12. května 2010 zástupci dolní komory parlamentu Kazachstánu jednomyslně přijali pozměňovací návrhy k balíčku zákonů, které udělili prezidentu Nazarbajevovi status vůdce národa. Dne 13. května 2010 návrh schválil i senát Kazachstánu. Dne 3. června 2010 však Nazarbajev odmítl zákon podepsat, avšak jej ani nevetoval. Podle kazašské legislativy však zákon, který není po dobu 30 dní prezidentem podepsán, ale ani vetován, nabývá platnost. Dne 14. června 2010 tak byl Nursulan Nazarbajev prohlášen vůdcem národa.
V letech 2019–2022 se hlavní město Kazachstánu Astana jmenovalo na jeho počest Nur-Sultan.